# 曼圖阿鎮區 (新澤西州)
曼圖阿鎮區（英語：Mantua Township）是位於美國新澤西州格洛斯特縣的一個鎮區。

## 地方資料
曼圖阿鎮區的面積為41.67平方千米，當中陸地面積為41.45平方千米，而水域面積為0.22平方千米。根據2020年美國人口普查的數據，當地共有人口15235人，而人口密度為每平方千米365.61人。